# South Heart
La ville américaine de South Heart est située dans le comté de Stark, dans l’État du Dakota du Nord. Lors du recensement de 2010, sa population s’élevait à 301 habitants.

## Histoire
South Heart a été fondée en 1908.

## Démographie
| 1970 | 1980 | 1990 | 2000 | 2010 | - |
| ---- | ---- | ---- | ---- | ---- | - |
| 132  | 294  | 322  | 307  | 301  | - |

## Source
- (en) Cet article est partiellement ou en totalité issu de l’article de Wikipédia en anglais intitulé « South Heart, North Dakota » (voir la liste des auteurs).